# Konstantinhügel
Der Konstantinhügel ist eine sieben Meter hohe Erhebung im Wiener Prater.

## Geschichte
Der Hügel entstand im Zuge der Aushubarbeiten der Rotunde anlässlich der Weltausstellung 1873 in Wien. Benannt wurde er nach dem Obersthofmeister Konstantin zu Hohenlohe-Schillingsfürst (1828–1896), der an der Bauleitung der Weltausstellung mitgewirkt hatte.

## Lage

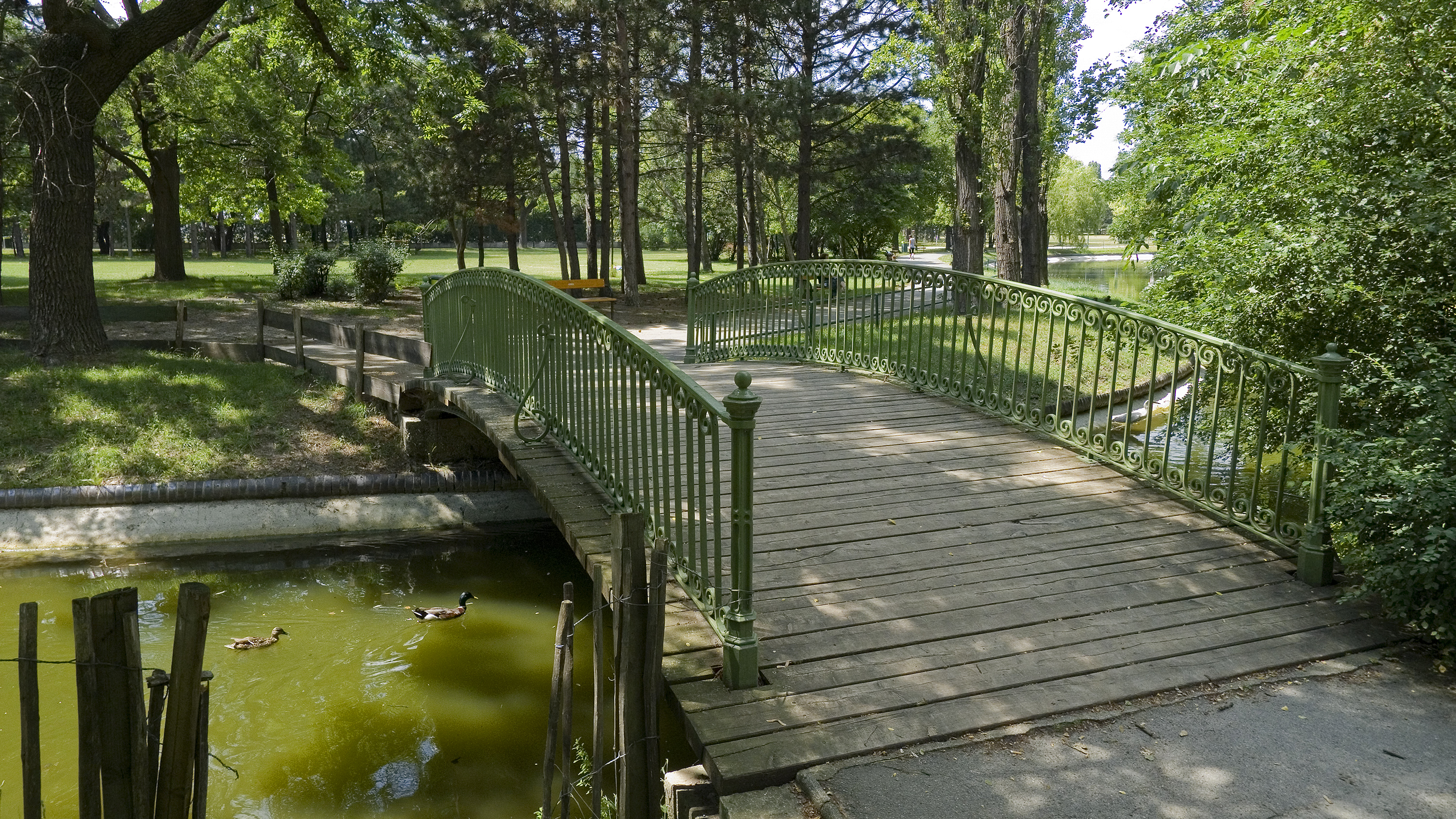
Konstantinsteg Richtung Westen

Der Hügel liegt südlich neben der Prater Hauptallee, an der Abzweigung zum Laternenweg. Angrenzend an den Hügel findet man den Konstantinteich, der früher für Bootsfahrten genutzt wurde. Unterhalb des Konstantinhügels befand sich der Hirschenstadl, in dem bis 1867 Hirsche und Rehe gehalten wurden. Die baulich gesehen älteste noch bestehende Brücke Wiens, der 1873 eröffnete und mittlerweile denkmalgeschützte Konstantinsteg (Listeneintrag), führt zum Hügel.

## Restaurant

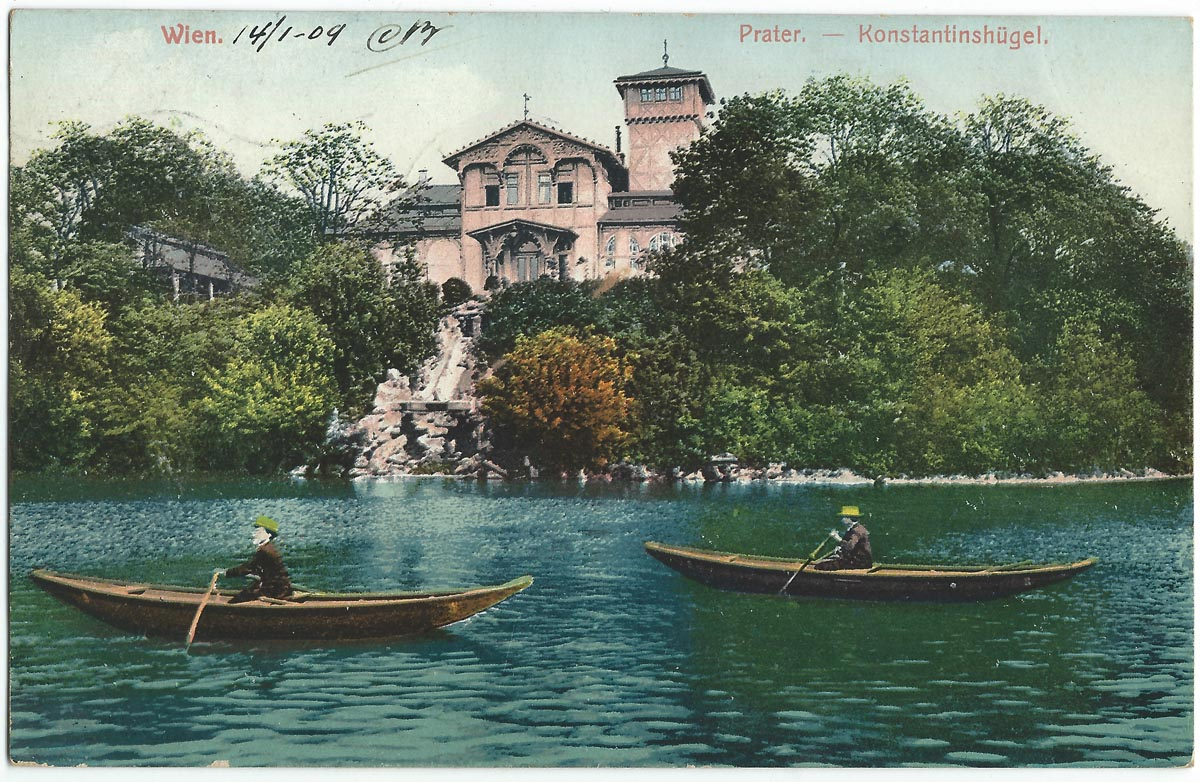
Konstantinhügel Anfang des 20. Jahrhunderts

Auf dem Konstantinhügel befand sich bis 1977 die vom Obersthofmeisteramt erbaute, vom Hotelier Eduard Sacher (1843–1892) als Pächter am 1. Mai 1871 eröffnete Restauration „Am Hügel“, ab 1895: Sachergarten im (k.k.) Prater, ab 1905: Kaffee-Restaurant Konstantin-Hügel, ab 1926 (als Kaffeehaus): Konstantinhügel, später: Café Restaurant Konstantinhügel. Ein vornehmlich aus Künstlern bestehender Verein Konstantinopel beabsichtigte, das im Eigentum des Bundes stehende und von der Stadt Wien verwaltete Lokal zu revitalisieren, vorausgesetzt eine von der Baubehörde ab Mitte August 1977 noch festzustellende sanierungsfähige Bausubstanz. Die Stadt Wien war gegenüber dem mit etwa zehn Millionen Schilling (737.000 Euro) bewerteten Vorhaben positiv eingestellt und wollte es vor allem durch das Beistellen von Baumaterial unterstützen.
Bereits 1968 hatte das um einen Bescheid ersuchte Bundesdenkmalamt keinen Einwand gegen einen Gebäudeabbruch gehabt, weil weder die Architektur noch das Interieur künstlerisch besonders wertvoll waren. Insbesondere in den Jahren zuvor war die seit Langem baufällig werdende Betriebsstätte von einer Pächterin vertragswidrig weiter vernachlässigt worden, was die Tragfähigkeit der baulichen Primärstruktur in Zweifel gezogen hatte.
Kurz nach Veröffentlichung der neuen Pläne um die Liegenschaft wurde in der Nacht vom 22. auf den 23. August 1977 in dem Gebäude von unbekannten Tätern Feuer gelegt – was den Abbruch der Baureste nach sich zog.